# Acqualagna
Acqualagna – miejscowość i gmina we Włoszech, w regionie Marche, w prowincji Pesaro i Urbino.
Według danych z roku 2004 gminę zamieszkiwało 4180 osób, 83,6 os./km².